# Митці дикої природи

Картина І. І. Шишкіна «Жито»

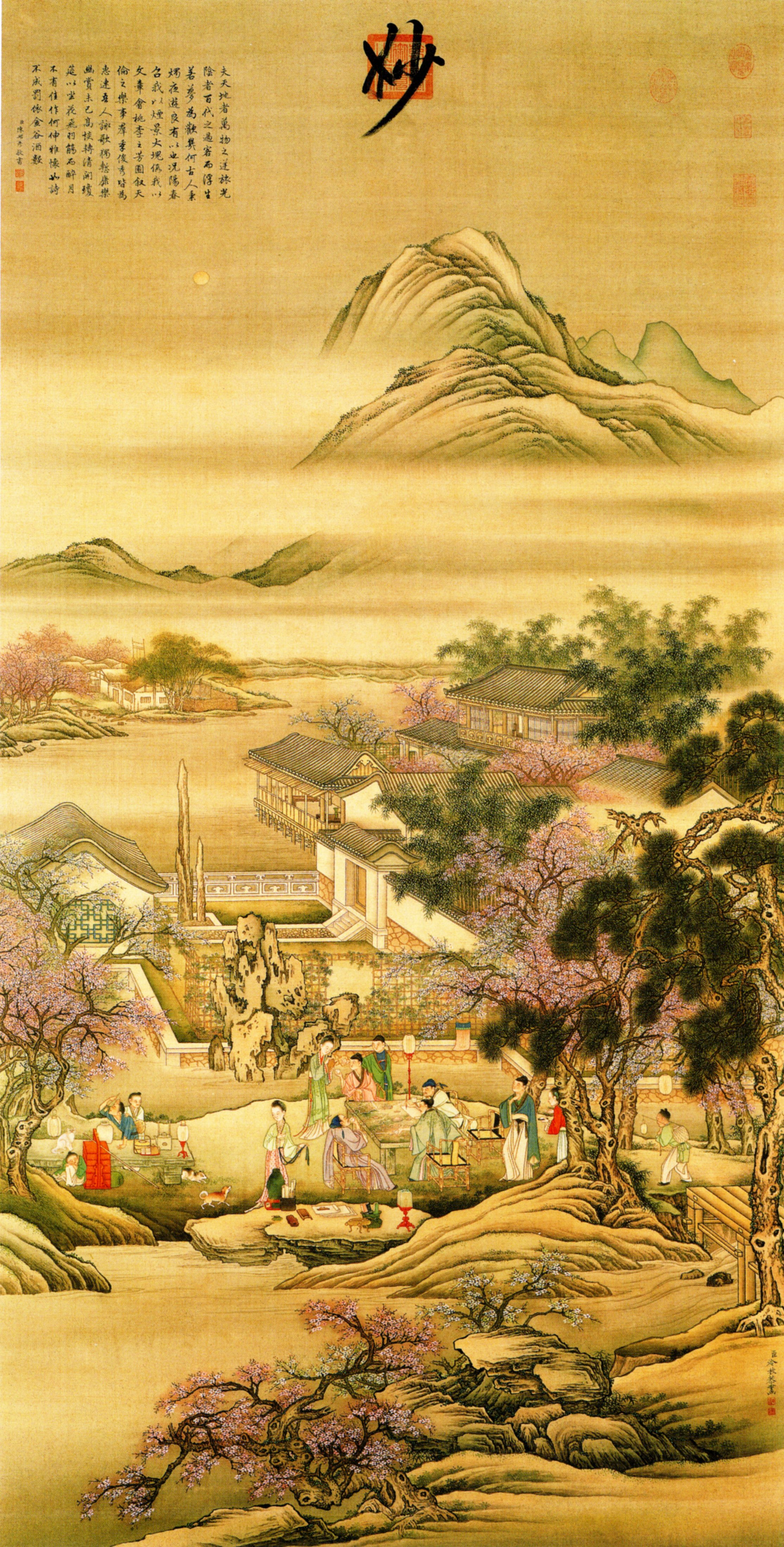
Китайська мініатюра з есе Лі Бо «Бенкет весняної ночі в персиковому і сливовому саду»

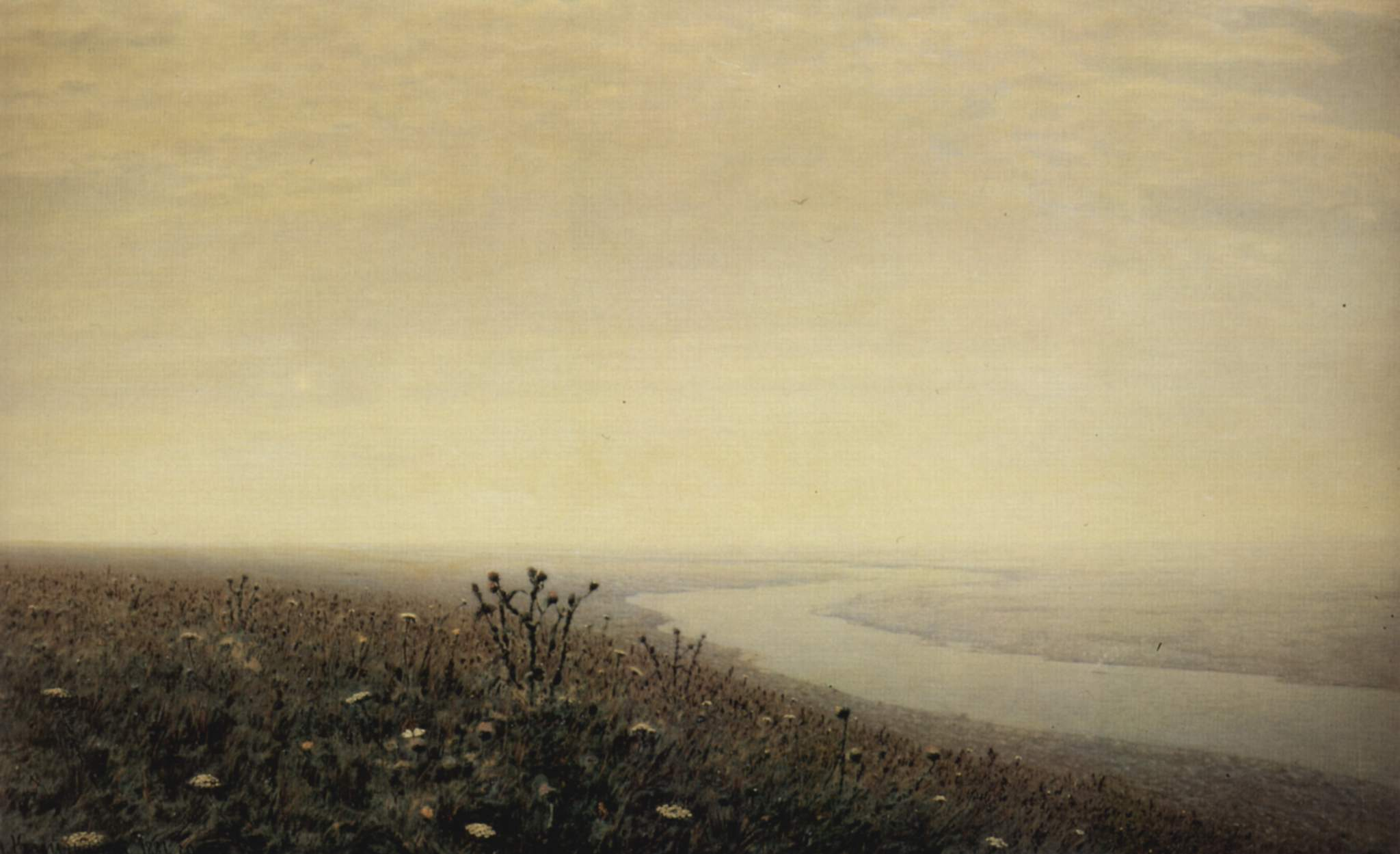
Картина А. Куїнджі «Дніпро вранці», 1881

## Письменники дикої природи
Письменники дикої природи — поети, прозаїки, літератори, мандрівники, релігійні мислителі, альпіністи, вчені-природознавці, природоохоронці, творили в різних жанрах: література про подорожі, диких тварин, природоохоронні статті, ландшафтна лірика, документалістика, художня проза, історичні, пригодницькі повісті і романи, есе, листи, автобіографії тощо У своїх творах вони художньо зображують дику природу, описують її красу, божественність, закликають до поваги, благоговіння, любові, вимагають захисту дикої природи. Ці літературні твори можуть належати до різних напрямів: сентименталізму, романтизму, реалізму.

### Філософія
Філософія письменників дикої природи увібрала в себе екоцентризм, біоцентризм, релігійні погляди даосизму, пантеїзму, буддизму, язичництва, трансценденталізму, погляди лібералізму, анархізму та екологічні знання. Багато письменників дикої природи оспівують її божественність, свободу, красу. Деякі вважають, що дика природа має право на свободу та існування. Як писав Т. Ліон: «Правильно зрозуміла демократія дає право голосу деревах і іншим істотам. Демократія, як її представляє американська література дикої природи, розширює і наповнює американські основи».

### Техніки
1. Дика природа завжди стоїть на першому місці, людина ж описується як рівноправний партнер або не зображується взагалі.
2. Практично всі твори, присвячені дикій природі, несуть якесь філософське навантаження, а не тільки обмежуються описом диких ландшафтів або диких тварин.
3. Природа описується як дика, вільна, а не окультурена.
4. Письменники дикої природи дають незвичайно яскраві описи вільної природи, що запам'ятовуються.
5. Описуючи свої подорожі по дикій природі, багато з них намагаються не вказувати точні координати ділянок дикої природи[1][2][3][4][5][6][7][8][9].

### Школи
1. Школа американських письменників-трансценденталістів: Р. Емерсон, Г. Торо, Дж. Мюїр.
2. Школа стародавньої китайської пейзажної лірики — поезія «гір і вод» (Шань-шуй ши): Лі Бо, Ван Вей, Ду Фу.
3. Екологічна школа дикої природи: О. Леопольд, Є. Шукуров.
4. Європейська романтична школа дикої природи: В. Вордсворт, А. Міцкевич, В. Гюго, Дж. Байрон.
5. Школа радикальних письменників дикої природи: Дж. Тернер, Е. Еббі, Т. Бірч, Д. Формен.
6. Школа язичницьких письменників дикої природи: Сієтл, Г. Чорос-Гуркін, Сіра Сова.
7. Школа стародавньої японської пейзажної лірики: Басьо, Тіє, Сіко.
8. Документальна школа дикої природи: М. Карамзін, В. Меррей, Пржевальський.
9. Анімалістичні школа дикої природи: Дж. Даррелл, Дж. Адамсон.
10. Школа практичної природоохорони: Г. Кожевніков, Б. Гржимек, Ф. Штільмарк.
11. Школа релігійного сприйняття дикої природи: Дж. Мюїр, Л. Гребер, Є. Бернбаум[1][2][3][4][5][6][7][8][9].

### Внесок у захист дикої природи
Письменники дикої природи завжди стояли в перших рядах її захисників. Дж. Мюїр став організатором перших національних парків США, російський природоохоронець і літератор Ф. Штильмарк — творець понад десяти російських заповідників. Канадський письменник Сіра Сова домігся прийняття в Канаді закону щодо захисту бобрів, книги німця Б. Гржимека зробили дуже багато для створення національних парків в Африці.

## Художники дикої природи
Художники дикої природи — живописці різних країн, що належать в основному до таких напрямків образотворчого мистецтва як символізм, романтизм, реалізм, абстракціонізм, імпрессіоналізм, анімалізм, іконопис, примітивізм, классицизм, китайський середньовічний живопис, і зображали на своїх картинах дику, неконтрольовану людиною природу — гори, річки, праліси, печери, моря, арктичні області і т. д., а також дику фауну і флору. Їх роботи спонукають, виховують повагу, благоговіння, любовні почуття до дикої природи. Художники дикої природи могли присвятити свою творчість цій темі в основному (А. Бірштадт, І. Шишкін, Лі Бо, О. Калам) або частково (М. Реріх, У. Тернер, К. Фрідріх, В. Васнецов, О. Саврасов) . Нерідко художники дикої природи були авторами унікальної філософії на захист дикої природи, а також часто брали особисту участь у захисті дикої природи.

### Філософія
Різні художні школи та стилі художників дикої природи створили свої, унікальні філософії дикої природи. Одні увібрали в себе філософію даосизму, буддизму, язичництва, інші спиралися на погляди таких екофілософів, культурологів, письменників і природоохоронців як Дж. Раскін, Г. Торо, Дж. Мюїр, Р. Емерсон. У цілому для філософії художніх шкіл дикої природи характерно обожнювання дикої природи, схиляння перед її красою і первозданністю. Дика природа, на думку багатьох художників дикої природи, уособлювала собою все найкраще, що створив Бог і звеличувала її творця в очах людини. Дика природа прирівнювалася до храму і тому будь-яке її руйнування трактувалося як гріх.

### Техніки
1. Дика природа перебуває на полотнах живописців завжди на першому місці.
2. Картини нерідко зображують не просто фотографічний відбиток дикої природи, а несуть якесь філософське навантаження.
3. Як правило, на картинах зображені надзвичайно гарні, а часом величні пейзажі дикої природи.
4. На картинах зображується саме дика, а не окультурена природа.
5. Для того, щоб живописати вільну природу, представники деяких художніх шкіл дикої природи (О. Борисов, С. Ліман, Г. Чорос-Гуркін, стародавні китайські художники) їхали на кілька місяців в дику природу, часом медитуючи, зливаючись з нею і пізнаючи її не тільки розумом, а й серцем[1][3][4][10][11][12][13].

### Школи
1. Американська школа річки Гудзон: Т. Коул, А. Бірштадт, Т. Моран.
2. Канадська школа «Групи семи»: Т. Томпсон, Л. Харріс.
3. Альпійська школа дикої природи: О. Калам, Ф. Вальдмюллер.
4. Школа «гори-води» стародавніх китайських художників: Лі Бо та ін.
5. Тибетська іконографічна школа дикої природи.
6. Російська реалістична школа дикої природи: І. Шишкін, В. Васнецов, Ф. Васильєв.
7. Європейська середньовічна школа дикої природи: М. Грюневальд, А. Альтдорфер.
8. Російська ідеалістична школа дикої природи: А. Куїнджі, К. Богаєвський, М. Реріх, Г. Чорос-Гуркін.
9. Барбізонська (французька) школа дикої природи: Т. Руссо та ін.
10. Школа примітивістів дикої природи: А. Руссо та ін.
11. Японська школа дикої природи: К. Хокусай, У. Хіросіґе.
12. Школа К. Фрідріха.
13. Школа У. Тернера.
14. Школа пантеїстичного реалізму С. Лімана.
15. Таоськая школа: Б. Філліпс, О. Бернінгхаус.
16. Руська анімалістична школа: В. Ватагін, І. Єфімов.
17. Північноамериканська анімалістична школа: Дж. Одюбон, Дж. Хід, Е. Сетон-Томпсон.
18. Північна школа дикої природи: К. Панков, О. Борисов.
19. Анімалістична школа «квіти і птахи» стародавніх китайських художників: Х. Хуан, Му-Ці.
20. Індійська анімалістична школа: Дж. Рой[1][3][4][10][11][12][13].

### Внесок у захист дикої природи
Перетворення дикої природи Канади, США, Фінляндії, Ісландії в національний символ — заслуга національних художників дикої природи цих країн, що багато в чому забезпечило захист ділянок дикої природи. Паризькі художники на чолі з Теодором Руссо врятували від вирубки і добилися заповідання в 1861 р. знаменитого стародавнього лісу Фонтенбло під Парижем. Мюнхенські художники в XIX ст. за 30 тис. марок викупили і добилися охорони мальовничої долини Ізар. Полотна Томаса Морана, створені ним в 1871 р. після відвідин Єллоустоуна, були спеціально виставлені у вестибюлі Конгресу США, щоб переконати конгресменів США прийняти закон про створення Єллоустоунського національного парку, що і було ними зроблено.

### Мариністи

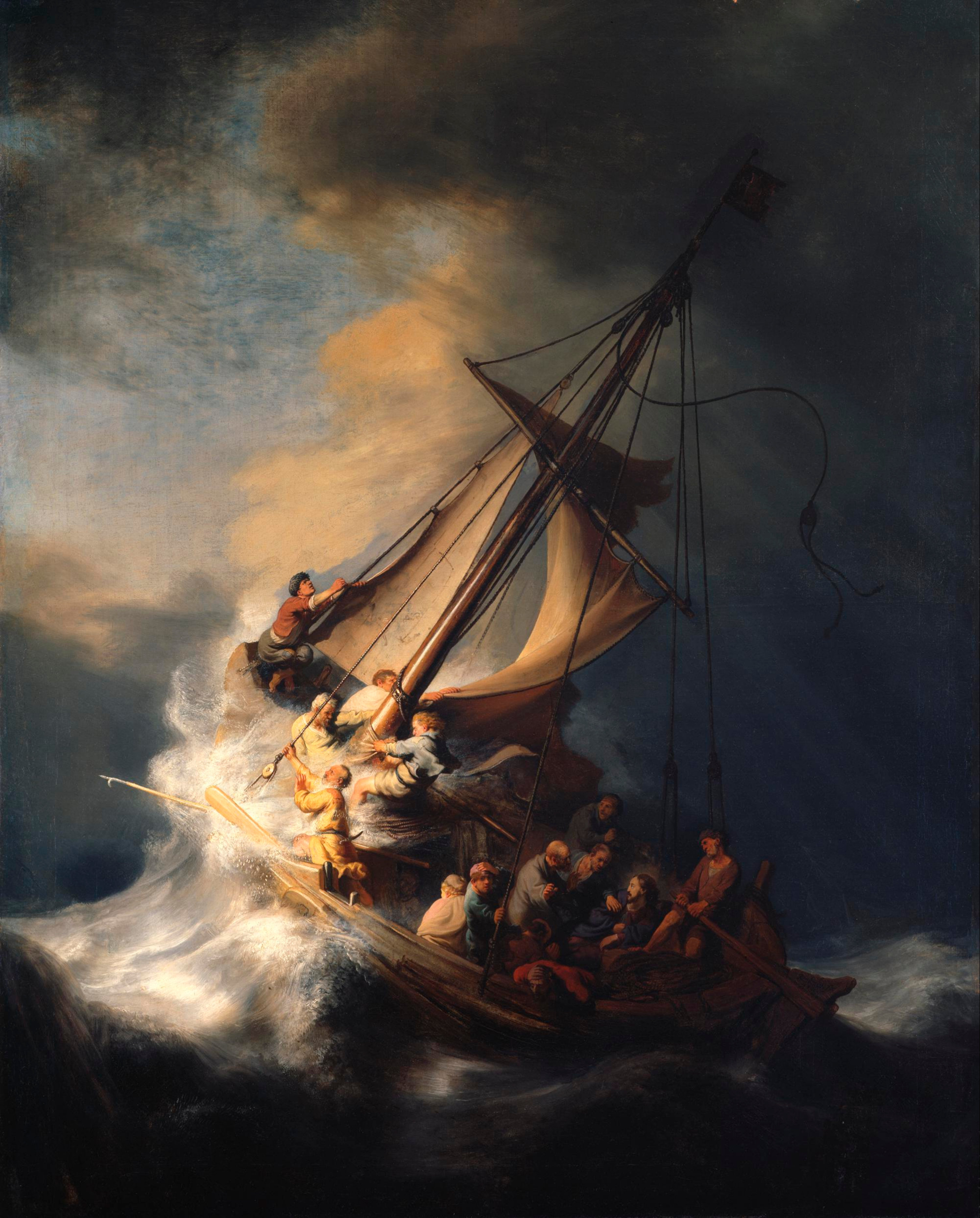
Рембрандт Ха́рменс ван Рейн, «Христос під час шторму на морі Галілейському», 1633

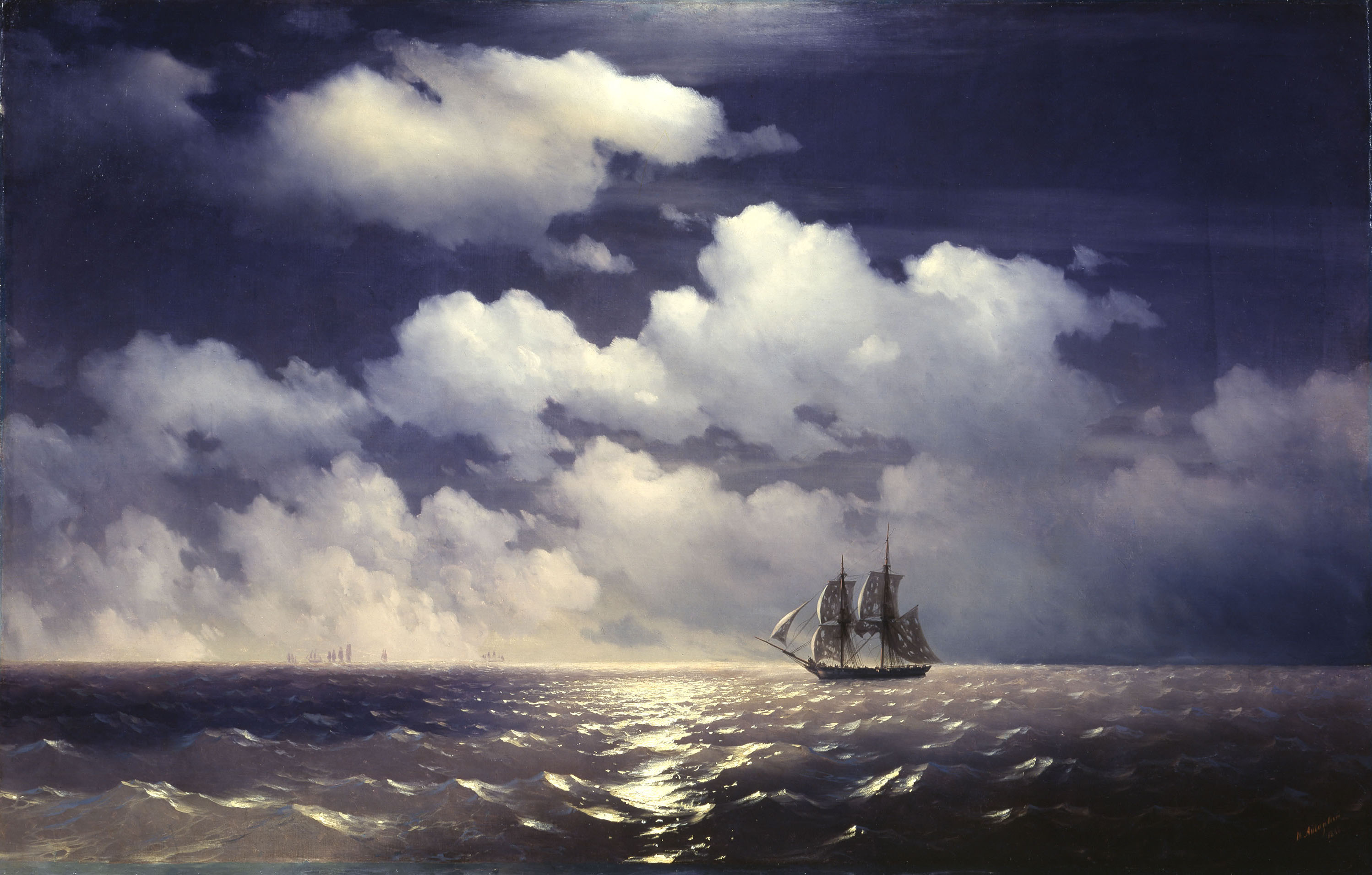
Бриг «Меркурій» після перемоги над двома турецькими суднами, 1848

Окремо варто згадати художників-мариністів. Марина (фр. marine, італ. marina, від лат. marinus — морська) — жанр образотворчого мистецтва, що зображує морський краєвид, а також сцену морської битви чи інші події, що відбуваються на морі. Є різновидом пейзажу. Як самостійний вид пейзажного живопису марина виділилася на початку XVII ст. в Голландії.
Мариніст (фр. mariniste) — художник, який пише марини. Яскраві представники цього жанру — англієць Вільям Тернер і російський (вірменський) художник Айвазовський Іван Костянтинович, який написав понад 6000 картин на морську тему.

### Українські художники дикої природи
Родоначальником українського живопису дикої природи можна назвати зараз несправедливо забутого Сергія Івановича Васильківського. Він народився в 1854 р. на Харківщині в містечку Ізюмі, деякий час подорожував по Франції (де навчався у імпресіоністів), Англії, Іспанії, Африці, а потім осів у Харкові, де тривалий час очолював Харківське художнє товариство.
А. Чехов писав: «І в торжестві краси, і в надлишку щастя відчуваєш напругу і тугу, як ніби степ усвідомлює, що він самотній, що багатство його, і натхнення гинуть задарма для світу, ніким не оспіваний і нікому не потрібний, і крізь радісний гул чуєш його тужливий, безнадійний заклик: співака! співака!» (Чехов, 1985). І якщо серед літераторів таким співаком став Гоголь, то серед художників — його земляк, український живописець Васильківський. Милуючись його картинами, так і хочеться слідом за Гоголем вигукнути: «Чорт вас візьми, степи, як ви гарні! ..». Васильківський прославився тим, що був одним з небагатьох, хто увічнив диво української дикої природи — цілинний степ. Тоді величезні ділянки цього незрівнянного дива природи ще були в Харківській і Полтавській губерніях, де він часто бував. Найкраща його картина про цілинний степ — «Воронець цвіте» (1902), зображувала безкрає зелене різнотрав'я з червоними плямами квітучої степової квітки — воронця. До речі, його земляк — професор ботаніки Харківського університету, один з піонерів охорони природи Російської імперії В. І. Талієв назвав воронець національним символом українського степу. Дикому степу присвячені й інші картини художника — «Дрохви в степу», «Козаки в степу», «Козак у степу» (1900-ті), «Козачий пікет», «Бій запорожців з татарами», «Вартові запорізької вольниці».

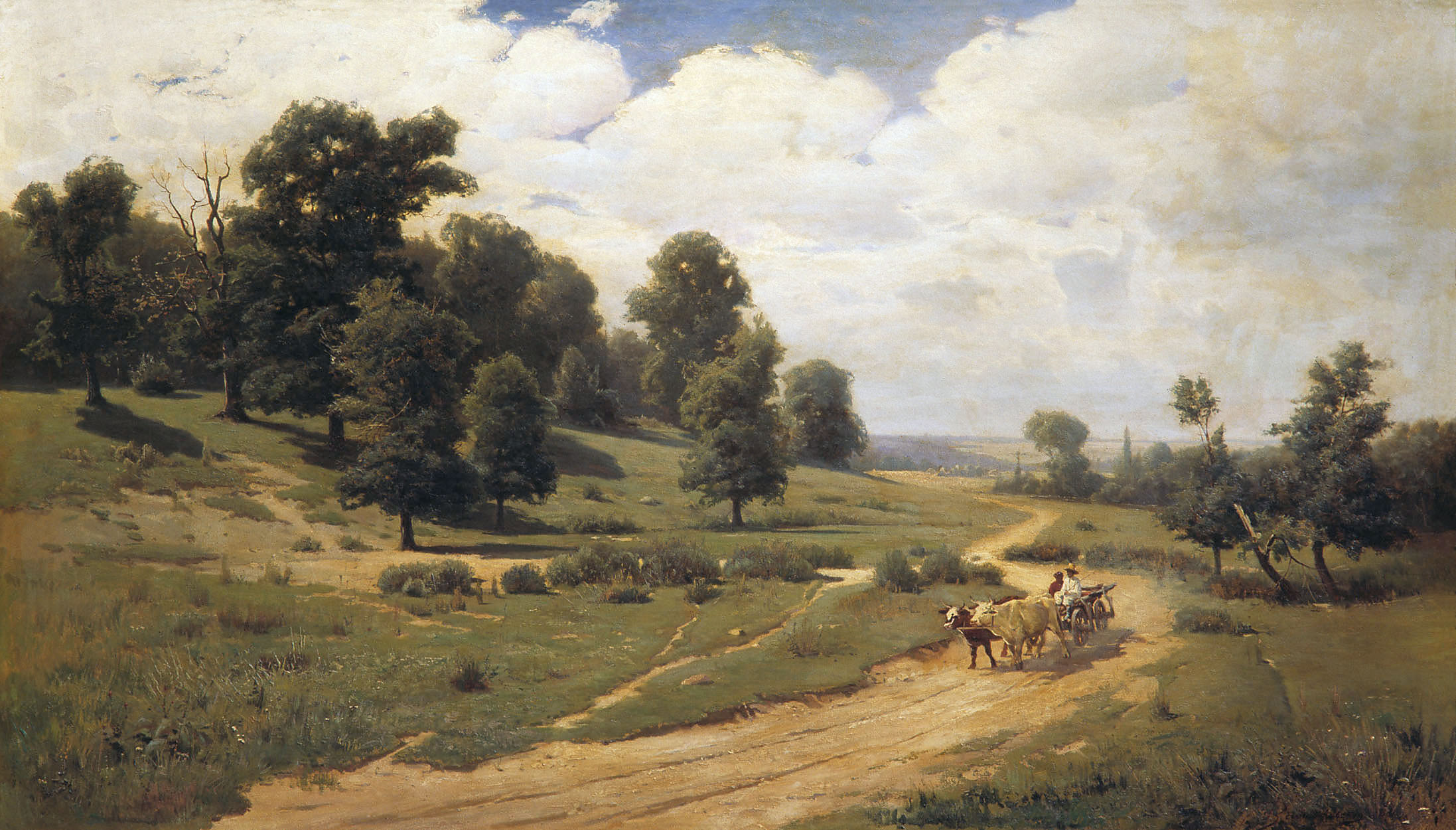
Васильківський Сергій Іванович "Український пейзаж"

У своїх полотнах майстер встиг зобразити інші швидков'янучі риси дикої природи України: «Залишки вікового лісу» (1901), «Дніпровські плавні» (1896), «Сурські пороги на Дніпрі» (1890), «Степова річка», «Ранок на Дінці», "Коробів хутір", "Святі гори", "Богатир-камінь", «Дюни». Багато чого з того, що він написав, вже не існує. Гірко це усвідомлювати, як і те, що Васильківського можна назвати художником зниклої дикої природи. На жаль, під час Другої світової війни понад тисяча картин майстра згоріла в Харківському музеї.
Неприручений Дніпро зобразив у своїй картині «Дніпровські пороги» (1885) інший український художник — С. І. Святославський. У 1920-1930-х роках в тому ж Харкові працював ще один український художник дикої природи — анімаліст Всеволод Григорович Аверін, брат українського піонера охорони природи харківського професора — зоолога В. Г. Аверіна.
Серед сучасних українських художників дикої природи особливе місце займають закарпатські майстри, які писали свої улюблені зелені Карпати. Без сумніву, першість у цьому належало одному з основоположників закарпатської художньої школи Йосипу Йосиповичу Бокшаю (1891–1975) і Емеліану Романовичу Грабовському (1892–1955). Обидва навчалися в Будапештській Академії мистецтв, потім працювали в Ужгороді. Пензлю Й. Й. Бокшая належать такі картини дикої природи як «Синєвир» (1952), «Озеро в горах» (1946), «Радванський ліс», «На полонині Рівна», «Верховина» (1950), «Карпатські ліси» (1951), "Струмок у горах" (1952), «Ворочевські скелі» (1952), "Пієтрос", "Високі Татри" (1959), "Великий верх".
Е. Р. Грабовський, практично забутий нині український художник дикої природи, залишив шедеври — «Гірський пейзаж» (1914), «Високі Татри» (1916), «Долина п'яти озер», «Смерековий ліс у дощ», «Ялинки», «Озеро Вєлка», «Полонина» (1943), «Долина Ужа» (1950), «Гори в Ясинях», «Річка Латориця», «Зимові сутінки». Художник був також і чудовим анімалістом, що підтверджують його малюнки: «Тигри» (1914), «Верблюд», «Білий ведмідь», «Леопард», «Леви».
Серед інших закарпатських художників слід відзначити роботи А. М. Ерделі — «Річка в горах» (1940), «Гірський пейзаж», «Річка в лісі» (1952); З. Шолтеса — «Веречанський перевал» (1972); А. М. Кашшая — «Хвойний ліс» (1951), «Долина річки Уж», «Зима в Карпатах»; А. Борецького — «Ліс» (1957), «Потепліло» (1960); Ф. Ф. Манайла — «Буковий ліс», «Похмурі гори» (1943), «Іній» (1960), «У лісі», «Весна в Карпатах»; Е. Р. Контратовича — «Ялинки під полониною» (1955); А. Грабаря — «Гірський потік», «Буковий гай»; С. Петіса — «Передгір'я Карпат»; Р. Сельського — «В Чорногорах» (1968); А. Монастирського — «Гірський потік» (1953); А. Коцки — «Водойма під Говерлою» (1957), «На перевалі», «Гірський струмок», «Озеро Синевир» (1971), «На Синевирському озері», «Смарагдова весна».
Серед сучасних українських живописців можна назвати художника з Сімферополя С. Лісицина — «Повний місяць літнього вечора» (2000), «Теплий південний вітер», «Осінь»; А. Котлярчука — «Водоспад в урочищі Бурульча» (2000); Н. Титова «У горах Тянь-Шаню» (1990); молодого київського анімаліста І. Землянських — «Малий яструб зловив горобця» (2002), «Ставка кречетів», «Кречет».
Особливе місце належить сучасному київському художнику дикої природи Олександру Андрєєву — «Кавказький хребет» (1999), «Чаклунське озеро» (2000), «Ромашки біля води», «Зимовий ранок», «Гірське озеро» (1997), «Схил», «Зимові Карпати», «Лісова темінь», «Долина орлів», «Коричневе озеро», «Альпи взимку», «Кавказький хребет», «Гірська річка», «Словаччина», «Таємничий ліс», «Альпійський луг», «Біля озера», «Альпи», «Перевал», «Казбек», «Карадаг».
Буквально тисячі малюнків художника-анімаліста Г. Глікмана прикрашають експозиції Національного науково-природничого музею НАН України.